# Hirasa muscosaria
Hirasa muscosaria là một loài bướm đêm trong họ Geometridae.